# Michele Cachia

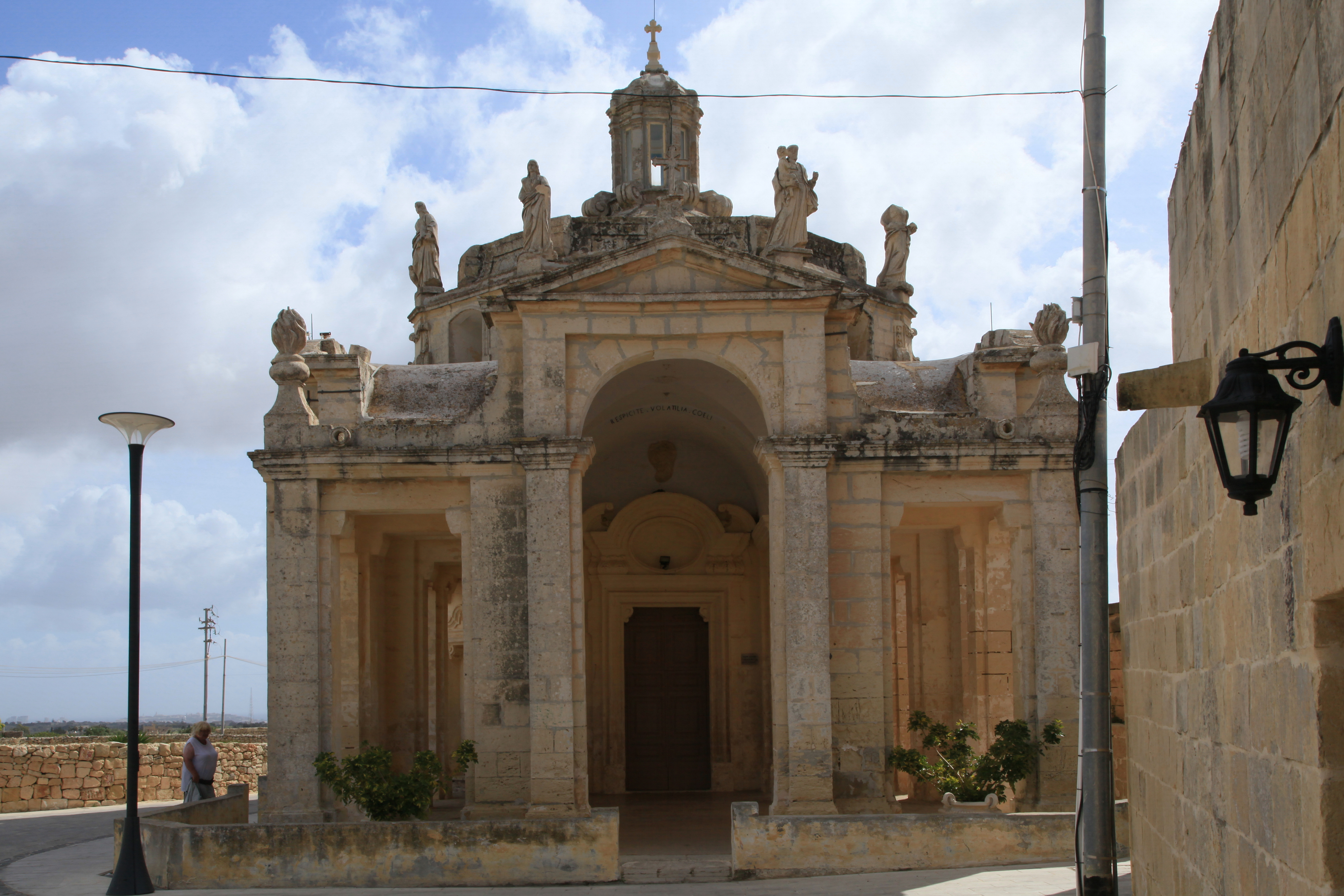
Portyk kościoła Matki Bożej Boskiej Opatrzności w Siġġiewi, zaprojektowany przez Cachię w 1815

Michele Cachia (malt. Mikiel Cachia; ur. 30 września 1760, zm. 24 stycznia 1839) – był to maltański architekt i inżynier wojskowy. Jest również znany ze swej roli podczas powstania Maltańczyków przeciw Francuzom w latach 1798–1800.

## Życiorys
Michele Cachia urodził się 30 września 1760 w Żejtun. Był kuzynem Antonio Cachii, innego architekta i inżyniera. W kwietniu 1784 starał się o stanowisko perito agrimensore (wł. geodeta). Tak jak jego ojciec i dziadek, Michele również pracował przy budowie kościoła parafialnego w Żejtun. Był również adjutantem w milicji w Żejtun w czasie, gdy Malta była rządzona przez Zakon Maltański.
Michele Cachia brał udział w powstaniu Maltańczyków w latach 1798–1800 przeciw francuskim okupantom. Zaprojektował kilka baterii dla powstańców, w tym baterie Corradino, baterię Tal-Borg oraz baterie Żejtun. W 1799 zaprojektował też magazyn prochu w baterii św. Rocha.
W latach 1801–1821 Cachia mieszkał we Florianie, ówczesnych przedmieściach Valletty. W 1802 był członkiem delegacji Maltańczyków do Wielkiej Brytanii.
Cachia był odpowiedzialny za budowę szpitala w Rabacie na Gozo. Jego najsłynniejszym dziełem jest portyk kościoła Matki Bożej Boskiej Opatrzności w Siġġiewi, który zaprojektował po uszkodzeniu kościoła przez uderzeniu pioruna w 1815.
Michele Cachia posiadał zbiór notesów, zawierających jego osobiste notatki dotyczące nieruchomości w Valletcie. Zachowało się 217 notesów, są one kopalnią informacji na temat miasta i jego mieszkańców pod koniec XVIII i na początku XIX wieku.